# Prosymna meleagris
Prosymna meleagris — вид змій родини Prosymnidae. Мешкає в Західній Африці.

## Поширення і екологія
Prosymna greigerti поширені від Сенегалу на схід до південного Нігеру. Вони живуть у вологих гвінейських саванах і лісосаванах, де середньорічна кількість опадів перевищує 1500 мм. Живляться яйцями ящірок і змій.